# Thomas Docherty

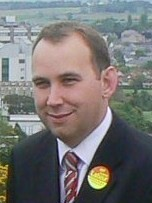
Thomas Docherty

Thomas Docherty (* 28. Januar 1975 in Whitehaven) ist ein britischer Politiker der Labour Party.

## Leben
Docherty arbeitete für Network Rail und British Nuclear Fuels. Er ist Vorsitzender einer kommunalen Bürgervereinigung und studierte nebenbei Geschichte an der Open University. Er ist verheiratet und Vater eines Sohns.

## Politischer Werdegang
Docherty ist Vorsitzender der Labourgruppe von West Fife. Innerparteilich fungierte er als Berater des Abgeordneten Scott Barrie. Erstmals trat Docherty für die Labour Party bei den Unterhauswahlen 2001 im Wahlkreis North Tayside an. Er erhielt jedoch hinter dem SNP-Kandidaten Peter Wishart und dem Konservativen Murdo Fraser nur die dritthöchste Stimmenanzahl.
Bei den Unterhauswahlen 2010 kandidierte Docherty im Wahlkreis Dunfermline and West Fife, dessen Mandat der Liberaldemokrat Willie Rennie seit 2006 innehatte. Am Wahltag setzte sich Docherty gegen Rennie sowie vier weitere Kontrahenten durch und zog in der Folge erstmals in das britische Unterhaus ein. Im Schattenkabinett der Labour Party nahm Docherty 2013 die juniorministerielle Position für Umwelt, Nahrung und ländliche Angelegenheiten ein. Nach massiven Stimmgewinnen der SNP bei den folgenden Unterhauswahlen 2015 schied er 2015 aus dem House of Commons aus. Das Mandat errang der SNP-Kandidat Douglas Chapman.